# Omejitev hitrosti
Omejitve hitrosti se v večini držav uporabljajo za določitev največje ali najnižje dovoljene hitrosti, s katero lahko vozila potujejo na določenem odseku ceste. Omejitve hitrosti so običajno označene s prometnim znakom, na katerem je zapisana največja ali najmanjša dovoljena hitrost, izražena v kilometrih na uro (km / h) in / ali miljah na uro (mph). Omejitve hitrosti običajno določijo zakonodajni organi nacionalnih ali deželnih vlad, uveljavljajo pa jih nacionalne ali regionalne policijske in sodne oblasti. Omejitve hitrosti so lahko tudi spremenljive ali ponekod neomejene, na primer na večini avtocest v Nemčiji.
Prva številčna omejitev hitrosti za avtomobile je bila omejitev 16 km / h (10 mph), ki je bila leta 1861 uvedena v Združenem kraljestvu.
Najvišja z znakom dovoljena hitrost na svetu je 160 km / h (99 mph), kar velja za dve avtocesti v Združenih arabskih emiratih. Čeprav sta omejitev hitrosti in varnostna razdalja v tej državi zelo slabo uveljavljeni, zlasti na avtocesti od Abu Dabija do Dubaja, česar posledica je nevaren promet.
Obstaja več razlogov za uravnavanje hitrosti na cestah. Pogosto se to stori za izboljšanje varnosti v cestnem prometu in zmanjšanje števila žrtev zaradi prometnih nesreč. Svetovna zdravstvena organizacija (WHO -  World Health Organization) je v "Svetovnem poročilu o preprečevanju poškodb v cestnem prometu" opredelila nadzor hitrosti kot enega izmed korakov, ki jih je mogoče storiti za zmanjšanje prometnih nesreč. Po njihovih ocenah je bilo leta 2004 na cestah po vsem svetu ubitih približno 1,2 milijona ljudi, 50 milijonov pa ranjenih.

## Najvišje omejitve hitrosti
V večini držav je zakonsko določena številčna omejitev največje hitrosti, ki velja na vseh cestah, če ni drugih omejitev hitrosti; nižje omejitve hitrosti so pogosto prikazane na znaku na začetku omejenega odseka. 
Omejitev hitrosti je običajno določena pri 85-odstotni obratovalni hitrosti ali pa je pod njo (je hitrost, ki je ne presega več kot 15% prometa). V ZDA je pogosto določena od  6 do 13 km / h (4 do 8 mph) pod obratovalno hitrostjo.
Najvišja dovoljena hitrost, običajno temelji na idealnih pogojih vožnje in vedno velja. Večinoma se to upošteva že v fazi izgradnje ceste.